# Зарічний Михайло Михайлович
Зарічний Михайло Михайлович (7 березня 1958) — український учений-математик. Доктор фізико-математичних наук, професор. З 2004 року декан механіко-математичного факультету Львівського національного університету імені Івана Франка. Заслужений професор Львівського університету (2010).
Голова математичної комісії НТШ (з березня 2024 року)
Почесний амбасадор Львова.

## Наукова діяльність
Кандидат фізико-математичних наук (1983), доктор фізико-математичних наук(1992).
Наукові інтереси: топологія, математична економіка, теорія міри.
Автор близько 120 наукових праць.

## Нагороди
Лауреат премії НАН України імені О. В. Погорєлова за 2013 рік.

## Літературна творчість
Автор поетичних збірок та збірок оповідань.
- "Теґи : Тексти і теґи" (2012). Issuu. [6]

- "net.лінне, або Життя матиматика в неті" (2019). Літературна агенція "Піраміда". [7]
- "Університетські оповідки" (2020). Видавництво "Апріорі". [8]